# Le facce di Fellini
Le facce di Fellini è un documentario realizzato nel 1983 da Andrea De Carlo sul rapporto tra il regista Federico Fellini e i suoi attori.

## Produzione
Dopo avere lavorato come assistente alla regia nel film E la nave va di Federico Fellini, Andrea De Carlo negli ultimi giorni delle riprese cominciò a girare un film in 16 mm. con una piccola troupe sul set del film e in diversi luoghi di Cinecittà.
Intervistando gli attori in attesa, nei loro camerini o dietro le quinte dei set, e Fellini stesso nel suo studio, il romanziere cercava di definire il rapporto complesso e contraddittorio che esisteva tra il regista e le persone che sceglieva per interpretare i personaggi dei suoi film. Il cast di E la nave va, particolarmente variegato, era composto di attori scelti per le proprie capacità artistiche, o semplicemente per il loro aspetto. Dai grandi professionisti del teatro shakespeariano scelti a Londra, ai non-professionisti napoletani individuati alle audizioni, la varietà delle facce e dei caratteri era straordinaria. Tra un'intervista e l'altra, Andrea De Carlo camminava per i campi incolti che allora facevano parte di Cinecittà, raccogliendo frammenti di costumi o di statue utilizzati per film precedenti.
Per completare il quadro, De Carlo e la sua piccola troupe andarono a Porretta Terme a realizzare un'intervista con Marcello Mastroianni, storico alter ego in alcuni dei più famosi film di Fellini.

## Distribuzione
Una volta finito, Le facce di Fellini venne proiettato al Cinefonico di Cinecittà in presenza di Fellini, e qualche tempo dopo a Saint Vincent, in occasione di una mostra dedicata al grande regista romagnolo.